# Tony Agostini
Tony Agostini (nacido Antoine Sylvestre Agostini) es un artista pintor y llitógrafo de la Escuela de París nacido el 29 de abril de 1916 en Bastia, Córcega y muerto en 1990 en Antony (Hauts-de-Seine).

## Datos biográficos
Tony Agostini es un pintor autodidacta. Aunque apasionado desde muy joven  a la pintura de Rembrandt y de  Paul Cézanne, es la perspectiva de una carrera administrativa  en París la que lo lleva a instalarse en Montmartre en donde, en 1944 conoció a Francis Carco, a Marcel Aymé y sobre todo al pintor Gen Paul su vecino en la avenida Junot. Tony Agostini formó parte de un grupo musical La Chignolle con Gen Paul, Jean de Esparbès, Frank-Will, Pere Créixams y Marcel Aymé, y por sus relaciones comenzó a pintar en 1946, Sus primeros temas pictóricos son los movimientos de las multitudes parisinas y el Paris nocturno de la época.
Luego se enfocó hacia los paisajes, los interiores de taller y más esencialmente hacia la naturaleza muerta (tema mayor en su obra litográfica. Otros temas como sus prácticas personales de equitación, ciclismo y particularmente el rugby también marcaron sus telas. En 1957 Tony Agostini se instaló en  Antony, en un primer momento en el número 3 de la calle de Alsacia-Lorraine, después en el 7, de la calle de los Augustinos, donde vivirá hasta su muerte.

## Ediciones de arte
- Marc Blancpain, El Manoir del desierto, enriquecido de diez lithographies originales de Tony Agostini, 160 ejemplares numérotés, Editemos Los bibliophiles y graveurs de hoy, 1967.

## Exposiciones personales
- Galería Visconti, París, 1948, 1951, 1952.
- Galería Ruth Justers, Nueva York, 1962.
- Galería Charpentier, París, 1963.
- La Casa de la lithographie, París, diciembre 1964 - de enero de 1965.
- Galería Guigné, París, diciembre 1976 - de enero de 1977.

## Exposiciones colectivas
- Salón de los pintores testigos de su tiempo, museo Galliera, París, 1953, 1954, #marzo mayo 1957, #marzo mayo 1961.[Note 1][Note 2]
- Descubrir, galería Charpentier, París, 1955.
- La Escuela de París, galería Charpentier, París, a partir de 1955.
- Haus der Kunst, Munich, 1956.
- Premio Greenshields, Galería Charpentier, París, 1957.[4]
- Salón de los Tullerias, París, 1957.
- Formas y colores, galería Charpentier, París, 1961.
- Voss Smith Colección, Museum of Modern Arte of Australia, Sídney, julio 1962.[5]
- Salón de Antony, Círculo cultural y artístico, Antony, 1974, 1986 (Tony Agostini invitado de honor), 1992 (homenaje a Tony Agostini).
- Thomson-CSF, Cholet, 1977, 1980.